# ウルリヒ・プレンツドルフ
ウルリヒ・プレンツドルフ （独: Ulrich Plenzdorf, 1934年10月26日 – 2007年8月9日）は、ドイツの作家・脚本家・ドラマトゥルク。1972年のハレ初演の『若きWのあらたな悩み』が有名。

## 生涯
ウルリヒ・プレンツドルフは、機械技師の息子としてベルリン・クロイツベルクで生まれた。両親は、ドイツ共産党党員であったために、ナチス時代に何度も逮捕されていた。1949年からシャルフェンベルク島学校農園に滞在したが、政治的な動機から退学したあと1952年までヒンメルプフォートの寄宿舎に滞在した。1950年に西ベルリンの家族が東ベルリンのリヒテンベルクに引っ越し、プレンツドルフは1954年にそこでアビトゥーアを取得した。
その後、カール・マルクス大学ライプツィヒのフランツ・メーリング研究所でマルクス・レーニン主義と哲学を専攻、しかし卒業しないまま退学した。大学の傍ら、1955年から1958年まで劇場員の仕事をこなす。1958年から1959年までは国家人民軍の兵役に就く。
1959年、バーベルスベルクのコンラット・ヴォルフ映画・テレビ芸術大学を訪問。1963年脚本家とドラマトゥルクとしてDEFAのバーベルスベルク撮影スタジオで働く。
彼が西ドイツで東ドイツの作家として有名になったのは、1972年に雑誌『意味と形式』で発表した社会批判的物語『若きWのあらたな悩み』である。本来はDEFAのために1969年に映画脚本として書かれたものだが、この物語は1973年に本で出版され、30言語以上も翻訳された。1972年にハレで封切られた舞台用脚本は、1974年から1975年のあいだに西ドイツで最も多く上演された現代劇であり、西ドイツでは映画化もされた。1970年代の東ドイツの若者言葉を使って、プレンツドルフは小市民的な環境から逃れようとする若者の悲劇を描いており、ゲーテの『若きウェルテルの悩み』（1774）とのいくつのも類似点がある。
プレンツドルフは脚本家としも有名になった。主にハイナー・カーロウが制作した映画『パウルとパウラの伝説』の脚本、ハンス・ファラダ原作・ハラルド・ユンケ主演の映画『Der Trinker (1995)』、ユレック・ベッカー監督の映画『Abgehauen』などの脚本を書いた。
1992年からはベルリン芸術アカデミーのメンバーとなる。2004年にはライプツィヒ大学のドイツ文学研究所での客員講師となった。
プレンツドルフは1955年に結婚し、3人の子供をもうける。妻は国民と知識出版の編集者であった。長いあいだベルリンのヴィルヘルムピーク通りに住んだ。
プレンツドルフはベルリンの診療所での長い闘病生活のあと72歳で死去。2007年8月23日に最後まで生活していたアルト・ローゼンタールに埋葬された。彼の遺作はベルリン芸術アカデミーに保存されている。

## 受賞歴
- 1970: Kunstpreis des Freien Deutschen Gewerkschaftsbundes
- 1971: Heinrich-Greif-Preis 1. Klasse im Kollektiv für Kennen Sie Urban?
- 1973: Heinrich-Mann-Preis
- 1978: Ingeborg-Bachmann-Preis für kein runter kein fern
- 1991: Fernsehfilmpreis der Deutschen Akademie der Darstellenden Künste für Hüpf, Häschen, hüpf
- 1995: Adolf-Grimme-Preis

## 日本語訳
- 『若きWのあらたな悩み』（早崎守俊訳、白水社、白水Uブックス、1979年）

## 主な作品
- Die neuen Leiden des jungen W. (Bühnenstück, Uraufführung 1972)
- Die neuen Leiden des jungen W. (Roman, 1972)
- Buridans Esel (Bühnenstück, 1975, nach dem Roman von Günter de Bruyn)
- Auszug (1977)
- kein runter kein fern (Erzählung, 1978; Erstausgabe 1984)
- Legende vom Glück ohne Ende (Roman, 1979)
- Gutenachtgeschichte (1980)
- Ein Tag länger als ein Leben (Drama, 1986)
- Zeit der Wölfe (Drama, 1989)
- Freiheitsberaubung (Drama, 1987, nach der Erzählung von Günter de Bruyn)
- Vater Mutter Mörderkind (Bühnenstück, 1993/94)
- Berliner Geschichten. Eine Autoren-Anthologie, wie sie entstand und von der Stasi verhindert wurde (1995)
- Eins und Eins ist Uneins (1999)

## フィルモグラフィー
- 1964: Mir nach
- 1965/1990: Karla
- 1969: Weite Straßen – stille Liebe
- 1970: Kennen Sie Urban?
- 1973: Die Legende von Paul und Paula
- 1974: Der alte Mann, das Pferd, die Straße
- 1975: Die neuen Leiden des jungen W.
- 1978: Glück im Hinterhaus (nach dem Roman Buridans Esel von Günter de Bruyn)
- 1981: Der König und sein Narr
- 1983: Insel der Schwäne
- 1984: Bockshorn (nach dem Roman von Christoph Meckel)
- 1985: Ein fliehendes Pferd (TV, nach der gleichnamigen Novelle von Martin Walser)
- 1990: Der Fall Ö.
- 1990: Der Verdacht (nach der Erzählung Unvollendete Geschichte von Volker Braun)
- 1991: Hüpf, Häschen hüpf
- 1992: Vater Mutter Mörderkind
- 1992: Liebling Kreuzberg
- 1994: Das andere Leben des Herrn Kreins
- 1995: Der Trinker (nach dem gleichnamigen Roman von Hans Fallada)
- 1995: Matulla und Busch
- 1997: Der Laden
- 1998: Abgehauen
- 2005: Noelia oder Fidel wartet nicht (Drehbuch zs. Mit Rudolf Steiner)